# Tvillingfläckat rörfly
Tvillingfläckat rörfly, Lenisa geminipuncta,är en fjärilsart som beskrevs av Adrian Hardy Haworth 1809.  Tvillingfläckat rörfly ingår i släktet Lenisa och familjen nattflyn, Noctuidae. Arten är reproducerande och har livskraftiga (LC) populationer i både Sverige och i Finland. Enligt den finländska rödlistan var arten nära hotad i Finland enligt bedömningen som publicerades 2010, men från 2019 års bedömning är arten listad som livskraftig (LC) i Finland. Artens livsmiljö, åtminstone i Nordeuropa är havsstrandängar, exempelvis vid Östersjön. Inga underarter finns listade i Catalogue of Life.

## Bildgalleri

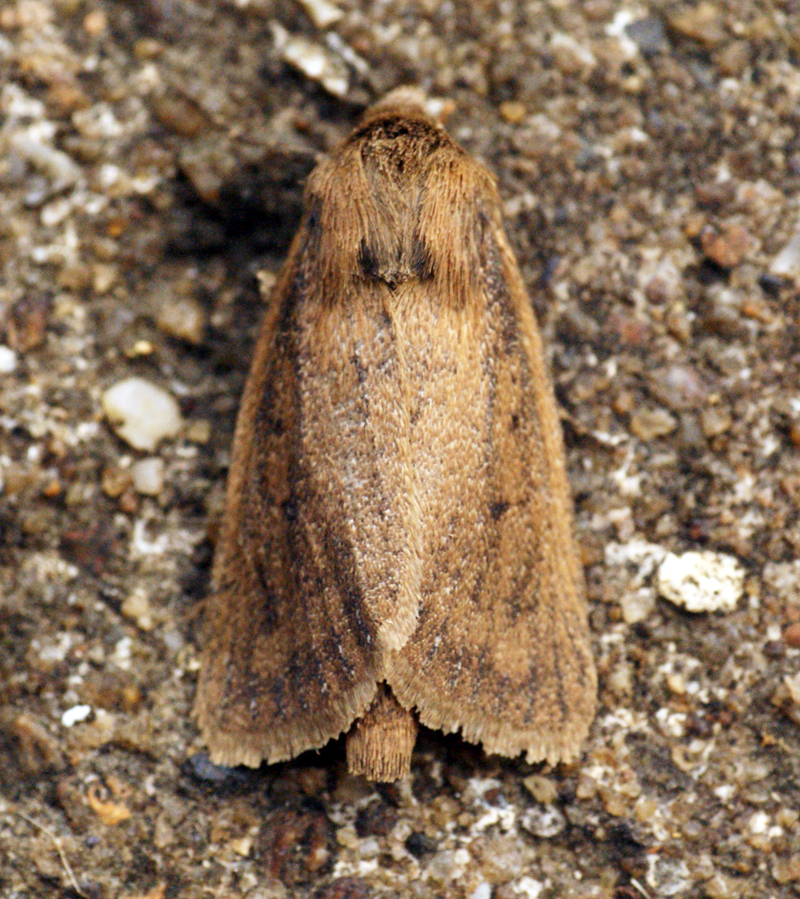
Imago fjäril
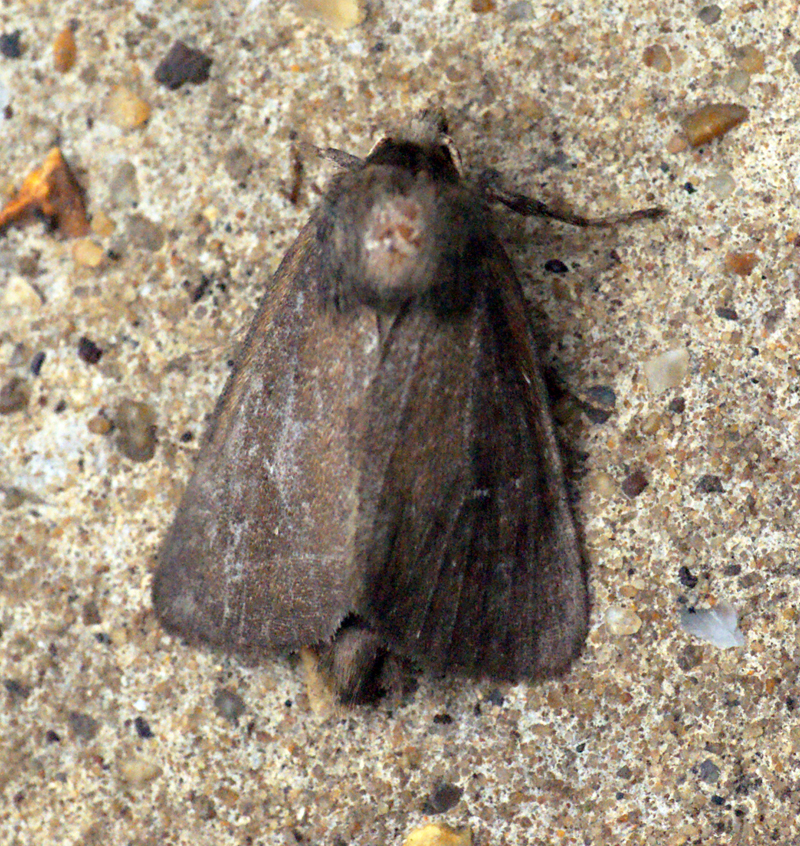
Imago fjäril
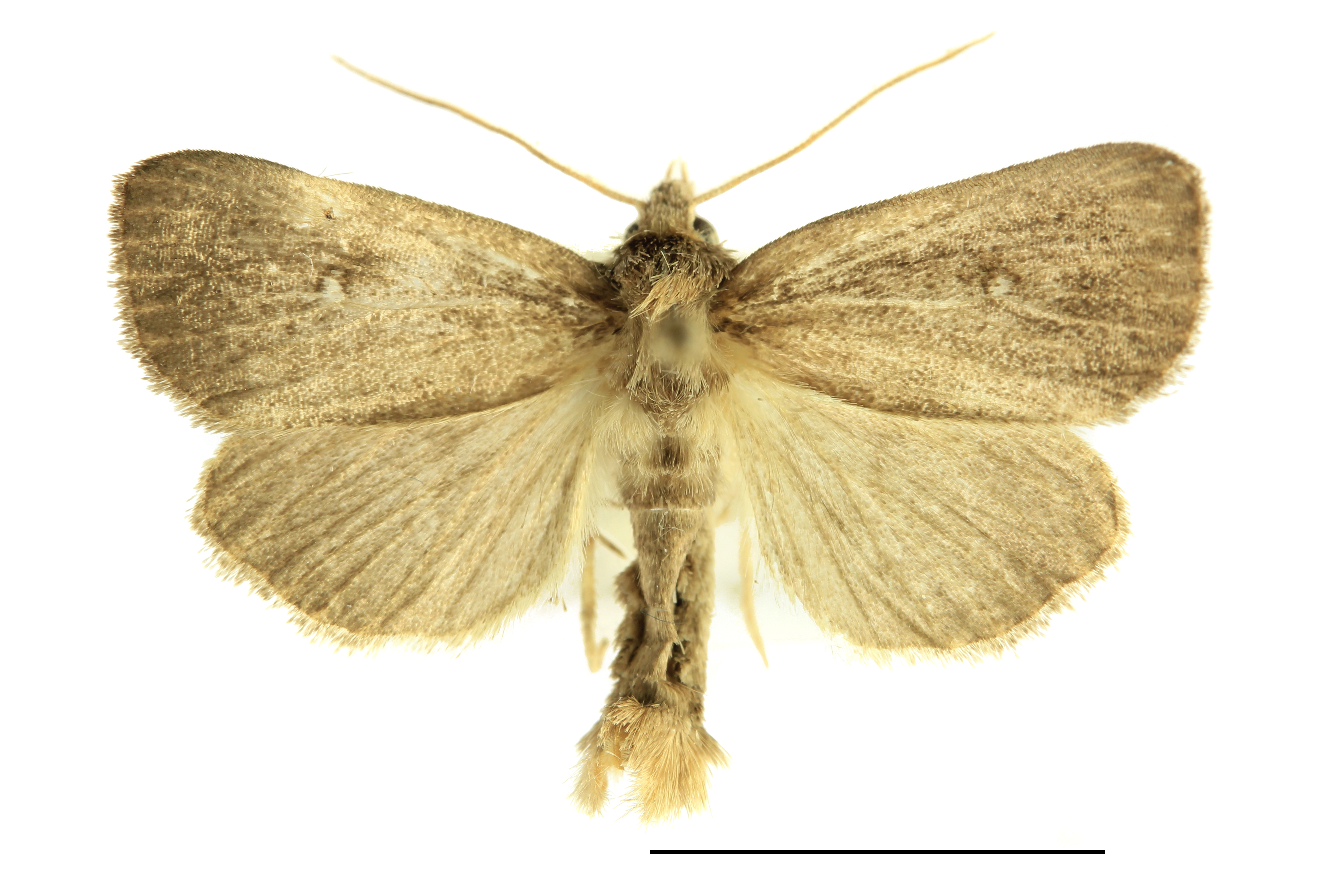
Preparerad (uppnålad) imago fjäril